# Andrées polarexpedition 1896–1897

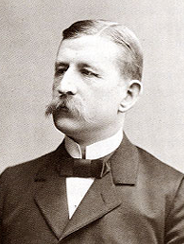
Salomon August Andrée (1854–97).

Andrées polarexpedition var ett försök lett av ingenjören Salomon August Andrée att 1897 resa över Arktis med vätgasballongen Örnen. Andrée och de övriga deltagarna, Knut Frænkel och Nils Strindberg, omkom under expeditionen och deras kvarlevor hittades först år 1930 på Vitön av en norsk expedition.
Sveriges första luftballongfarare S.A. Andrée lade fram planerna på en resa med vätgasballong från Spetsbergen till antingen Ryssland, Alaska eller Kanada. Med lite tur skulle färden gå direkt över Nordpolen. Planerna mottogs med patriotisk entusiasm i Sverige. En nödvändighet för att resan skulle lyckas var möjligheten att styra ballongen. Andrée hade själv utvecklat en metod med släplinor för att styra ballongen, och han beslöt att expeditionens ballong skulle styras med sådana trots att tekniken inte varit effektiv vid prov. Ballongen Örnen, som skulle ta expeditionen över polartrakterna, levererades till Svalbard direkt från tillverkaren i Paris utan att ha testats tillräckligt. Mätningar vid monteringen visade att den läckte mer gas än förväntat, vilket dock inte hejdade Andrée att ändå starta.
Sedan Andrée, Strindberg och Frænkel lyft med sin ballong från Svalbard i juli 1897, förlorade ballongen snabbt alltför mycket vätgas och man tvingades att landa på packisen efter bara två dagar. Resenärerna skadades inte vid landningen, men hade framför sig en svår färd tillbaka till fots över isen. Deras utrustning och klädsel var otillräcklig och inte alls lämpad för en sådan färd. De nådde aldrig fram till bebodda trakter. När den arktiska vintern kom i oktober slog gruppen läger på Vitön på Svalbard där de dog. 
I 33 år var expeditionens öde en av Arktis olösta gåtor, tills lägret upptäcktes av en slump år 1930. Upptäckten skapade stor sensation i Sverige, där de döda männen hade betraktats som försvunna hjältar. Eftervärlden har omvärderat Andrées insats. Ett tidigt exempel på detta är Ingenjör Andrées luftfärd, Per Olof Sundmans roman om expeditionen från 1967, som porträtterar Andrée som en svag och cynisk man i händerna på sina sponsorer och på media. En liknande bild av Andrée framgår redan av Frans G. Bengtssons essä om denna expedition. Moderna skribenters bedömning av hur Andrée offrade inte bara sitt eget utan också sina två unga medresenärers liv varierar i hårdhet, beroende på om skribenten ser honom som medskyldig till tidens nationalistiska yra eller som ett offer för den.

## Planering
|  |
|  |

1800-talets andra hälft har ofta kallats de heroiska polarupptäckarnas tid. De ogästvänliga och farliga trakterna kring Nord- och Sydpolen framstod som utmaningar för mod och tekniska landvinningar. Andrées planer för sin ballongfärd passar väl in i tidens mönster. Han tänkte att den skulle börja på Svalbard, gå över Norra ishavet till Berings sund för att landa i antingen Alaska, Kanada eller Ryssland sedan resenärerna passerat nära eller rakt över Nordpolen. Andrée var ingenjör på Kungliga Patentbyrån i Stockholm, och var mycket fascinerad av luftballonger. År 1893 köpte han en egen luftballong, Svea. Med den gjorde han nio resor med utgångspunkt från antingen Göteborg eller Stockholm, och avverkade totalt 1 500 kilometer. De mestadels västliga vindarna tenderade att dra ut ballongen i Östersjön och dra den nära vattnet så att den ibland slog i de många steniga öarna i Stockholms skärgård. Den längsta resan med Svea gick österut från Göteborg, över hela Sverige och ut över Östersjön till Gotland. Trots att han såg en fyr och hörde bränningar slå mot Öland trodde Andrée hela tiden att han färdades över land och att det vatten han passerade var sjöar.
Under några av resorna med Svea testade Andrée det system för att styra ballongen med släplinor som han uppfunnit, och som han ville använda i sin planerade nordpolsexpedition. Så länge en luftballong gör samma hastighet som vinden går den inte att styra med segel; släplinornas funktion var att minska ballongens hastighet och på så sätt ge den styrförmåga. Andrée hävdade att Svea med hjälp av segel och släplinor i princip blivit ett styrbart luftskepp, något som moderna ballongfarare inte anser möjligt. Svenska Ballongfederationen menar att Andrées övertygelse torde kommit sig av önsketänkande, ombytliga vindar samt det faktum att han färdades genom moln stor del av sina färder, och alltså hade liten möjlighet att bedöma var han var och i vilken riktning han rörde sig. Utöver detta fanns många problem med draglinorna som lätt bröts, tvinnades ihop eller fastnade på marken, och säkerhetsanordningar för att åtgärda det senaste problemet gjorde så att de vid själva expeditionen föll av vid starten. Ingen modern Andrée-forskare har uttryckt någon tilltro till släplinor som medel att styra en luftballong.

## Reklam och penninginsamling

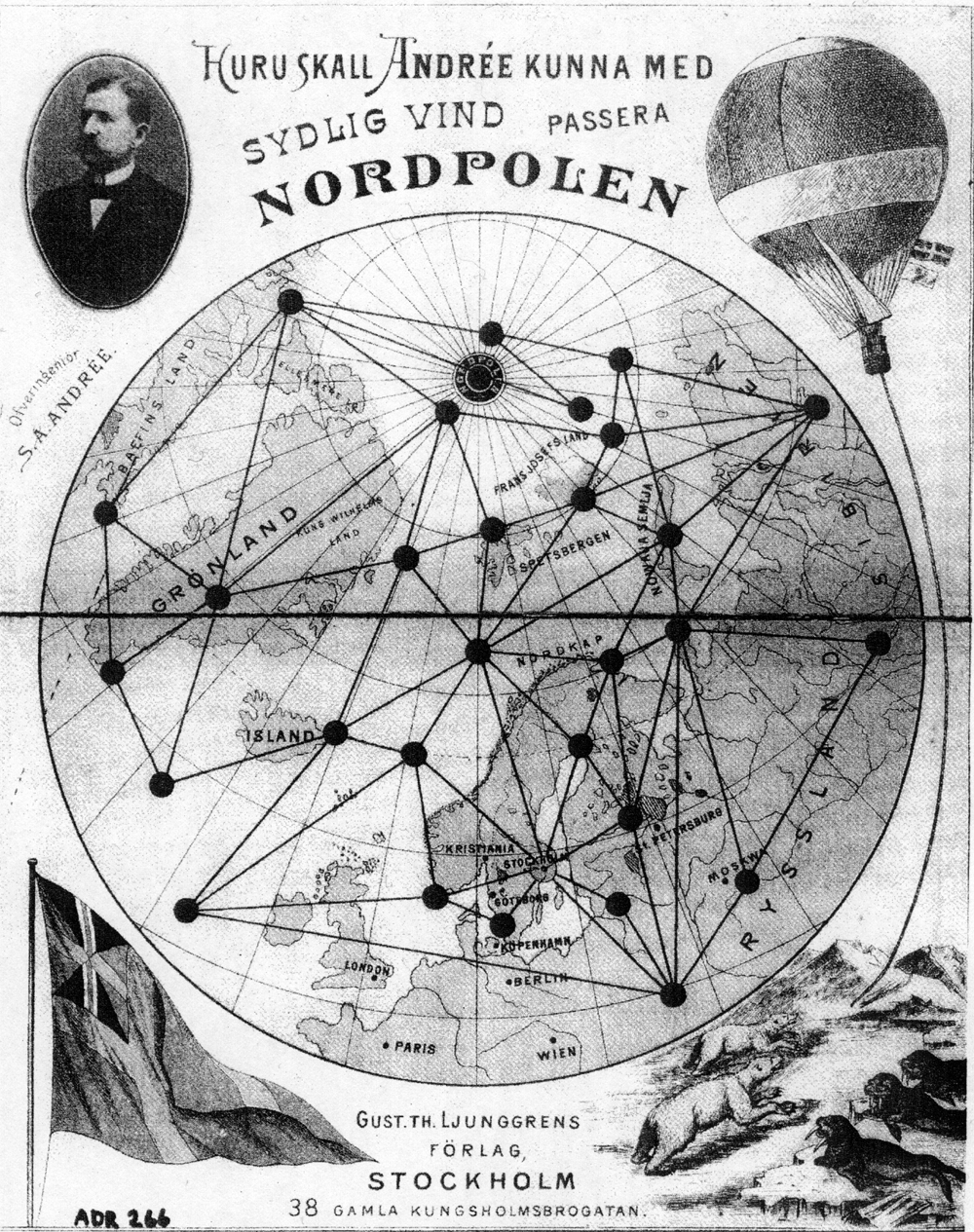
Ett svenskt sällskapsspel från 1896, med isbjörnar som hugger efter ballongens släplinor.

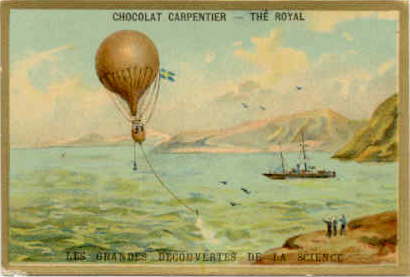
En fransk konstnärs vision av den kommande avfärden från Svalbard.

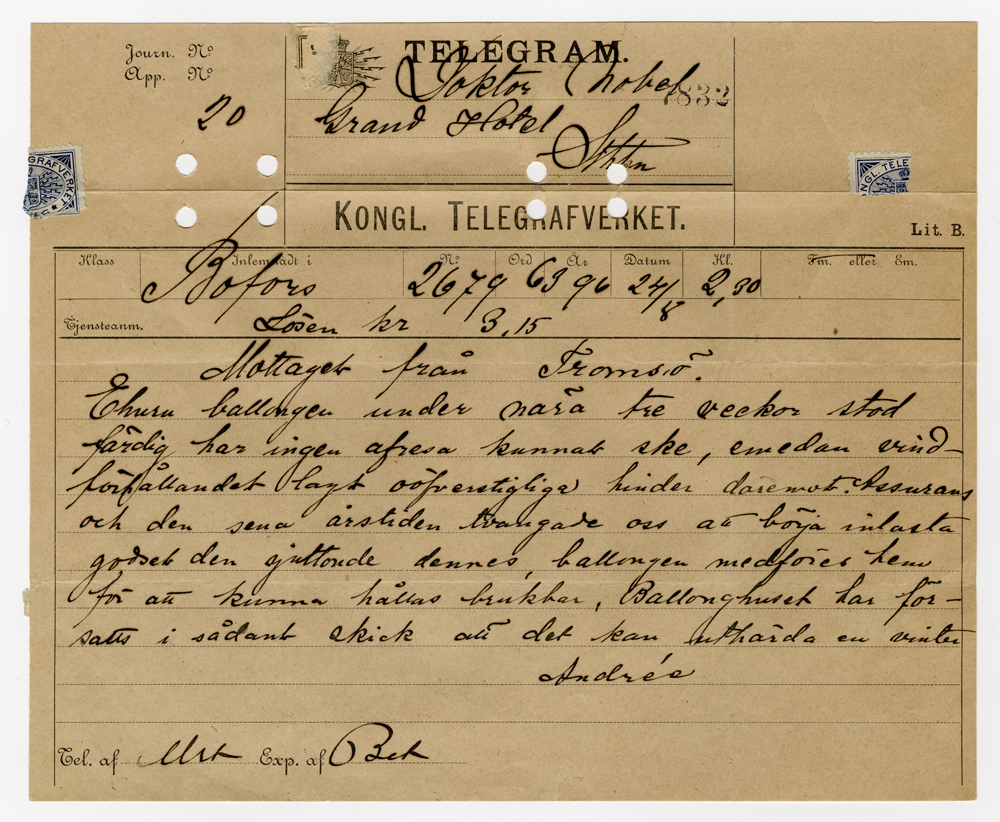
Telegram från Andrée till Alfred Nobel. Nobel donerade en stor summa pengar till polarexpeditionen.

Till skillnad från Norge (då i union med Sverige) som gjort stora framryckningar i tävlingen mot polen i och med sin stora polarupptäckare Fridtjof Nansen, hade Sverige vid sidan av Adolf Erik Nordenskiölds forskningsresa 1878–1880 genom Nordostpassagen, inte något att visa upp som rörde direkta polarfärder. Den svenska politiska och vetenskapliga eliten var angelägen om att få se Sverige gå i täten bland de skandinaviska länderna. Andrée var en övertygande talare, och hade i detta klimat inga svårigheter att få stöd för sina planer. Han höll en föreläsning den 13 februari 1895 för Kungliga Vetenskapsakademien och för Svenska Sällskapet för Antropologi och Geografi, och fick stort gensvar bland publiken. I denna föreläsning förklarade han att en upptäcktsresa till Nordpolen med luftballong krävde fyra egenskaper hos ballongen: tillräcklig lyftkraft för att bära tre personer och all deras vetenskapliga och övriga utrustning vilket han beräknade till 3 ton, tillräcklig täthet för att hålla kvar gasen så den kunde hålla sig flygande i 30 dagar, vätgasen måste tillverkas och ballongen fyllas vid uppstigningsplatsen i polartrakterna, och den måste i någon mån vara styrbar. Till den behövliga utrustningen räknade han avancerade kameror för flygfotografi, proviant för fyra månader och ballast. Han gav en mycket optimistisk bild av hur lätt det skulle vara att uppfylla dessa fyra krav. Andrée menade att ballonger som både var större och tätare än vad som krävdes redan tillverkats i Frankrike, och att flera franska ballonger behållits vätefyllda i över ett år utan märkbar förlust av lyftkraft. Att få ballongen fylld på plats skulle gå lätt med hjälp av mobila väteframställningsenheter. Vad gäller styrningen hänvisade han till sina experiment med Svea, och menade att man vanligen kunde erhålla en riktning som avvek så mycket som 27 grader mot vindriktningen.
Andrée försäkrade sin publik att den arktiska sommaren erbjöd ett utmärkt väder för ballongflygning. Midnattssolen erbjöd möjligheter att göra observationer dygnet runt, de farliga landstigningarna varje natt kunde undvikas eftersom ljuset gjorde att det gick att flyga dygnet runt, och restiden kunde halveras. Resenärerna slapp även nätternas kyla, med deras påverkan på ballongens lyftkraft. Släplinorna var en särskilt väl anpassad ballongstyrningsteknik på ett underlag av is, utan växtlighet och med låg friktion. Tack vare områdets minimala nederbördsmängder behövde de inte vara rädda att ballongen skulle tyngas ner av snö, men om det ändå skulle snöa vore det inget problem. Andrée menade att om temperaturen var över noll skulle snön ändå smälta, och vid temperaturer under noll skulle snön blåsa av eftersom ballongen tack vare släplinorna skulle färdas långsammare än vinden. Publiken, som var helt okunnig om den arktiska sommarens oväder och dimmor och den höga luftfuktigheten med medföljande stora risk för isbildning, lät sig övertygas. Vetenskapsakademin godkände även Andrées kostnadsberäkningar på totalt 130 800 kronor, där den största enskilda summan på 36 000 kronor stod för själva ballongen. Med Vetenskapsakademins godkännande i ryggen blev det stor tillströmning av stöd för projektet från i första hand Alfred Nobel, Oscar Dickson och kung Oscar II samt Gustaf Retzius.
Även internationellt väckte projektet avsevärt intresse. Såväl europeiska som amerikanska dagstidningar skrev om projektet, och för de nyfikna läsarna tedde sig projektet både modernt och vetenskapligt helt i Jules Vernes anda. Förutsägelser om projektets utgång sträckte sig alltifrån att de upptäcktsresande gick en säker död till mötes till att resan skulle bli säker och bekväm, planerad av parisiska experter och svenska vetenskapsmän.

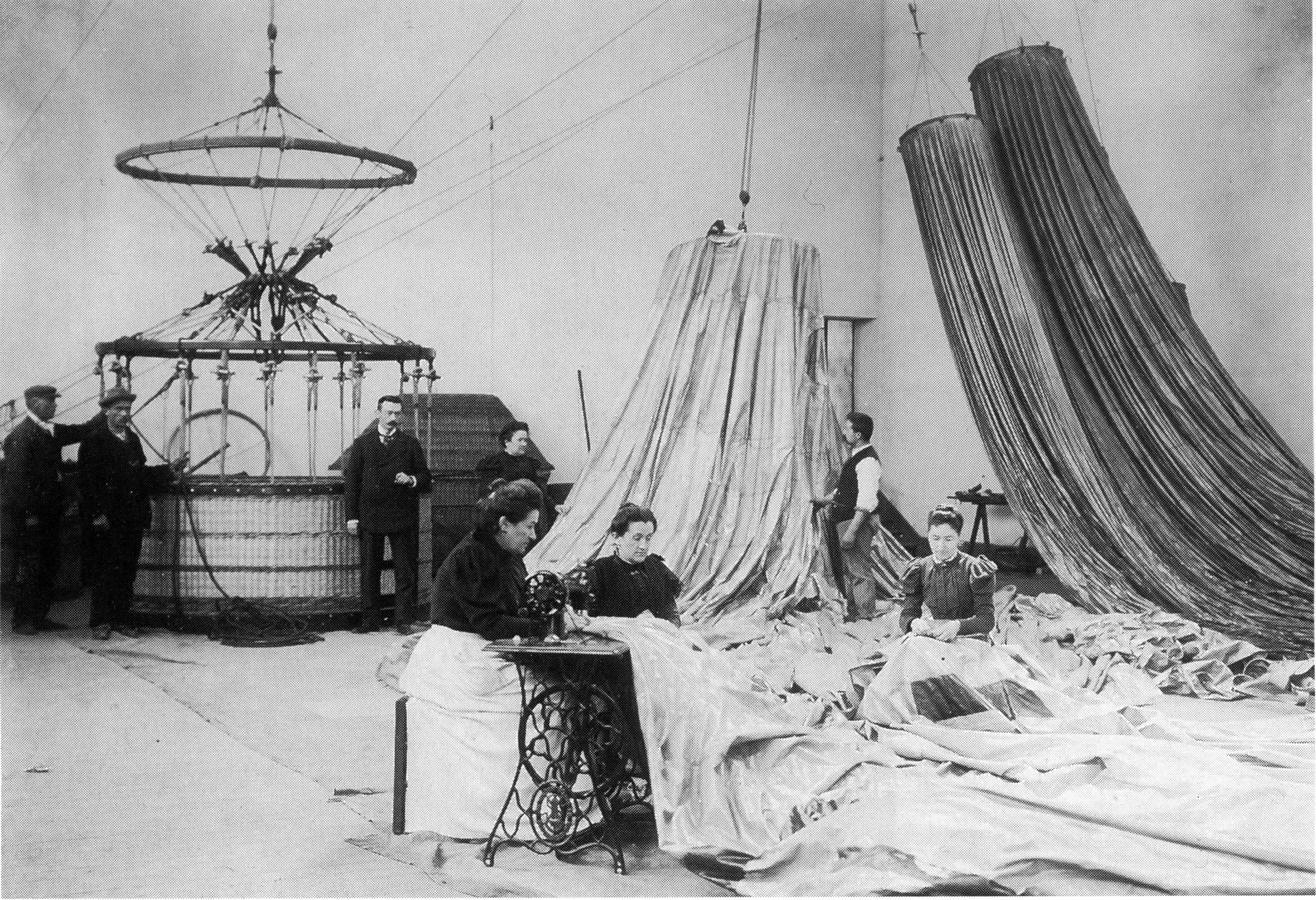
Henri Lachambres ballongverkstad i Paris, där Örnen tillverkades.

Den amerikanska tidningen Providence Journal skrev "In these days, the construction and guidance of airships have been improved greatly and it is supposed, both by the Parisian experts and by the Swedish scientists who have been assisting M. Andree, that the question of a sustained flight in this case will be very satisfactorily answered by the character of the balloon, by its careful guidance and, providing it gets into a Polar current of air, by the elements themselves." Ballongen har här upphöjts till ett luftskepp. I allmänhet var populärpressens tilltro till experterna och till vetenskapen stor. Med den internationella uppmärksamheten kom dock även den första välgrundade kritiken. Eftersom Andrée var den förste ballongfararen i Sverige hade ingen i hemlandet tillräcklig kunskap för att ifrågasätta hans uppgifter om bärkraft eller släplinor. I Tyskland och Frankrike fanns dock långa ballongflygartraditioner och många mycket mer erfarna ballongfarare än Andrée, och flera av dem uttryckte skepsis för Andrées metoder och uppfinningar. Inga invändningar kunde dock dämpa Andrées optimism. Med både svensk och internationell press i hälarna inledde han förhandlingar med den välkända luftballongstillverkaren Henri Lachambre i ballongflygningens huvudstad Paris. Ballongen skulle bestå av tre lager fernissat siden och mäta 20,5 meter i diameter. Ursprungligen kallades ballongen Le Pôle Nord ("Nordpolen" på franska) men den döptes om till Örnen strax före avfärd.

## Planerad avfärd 1896

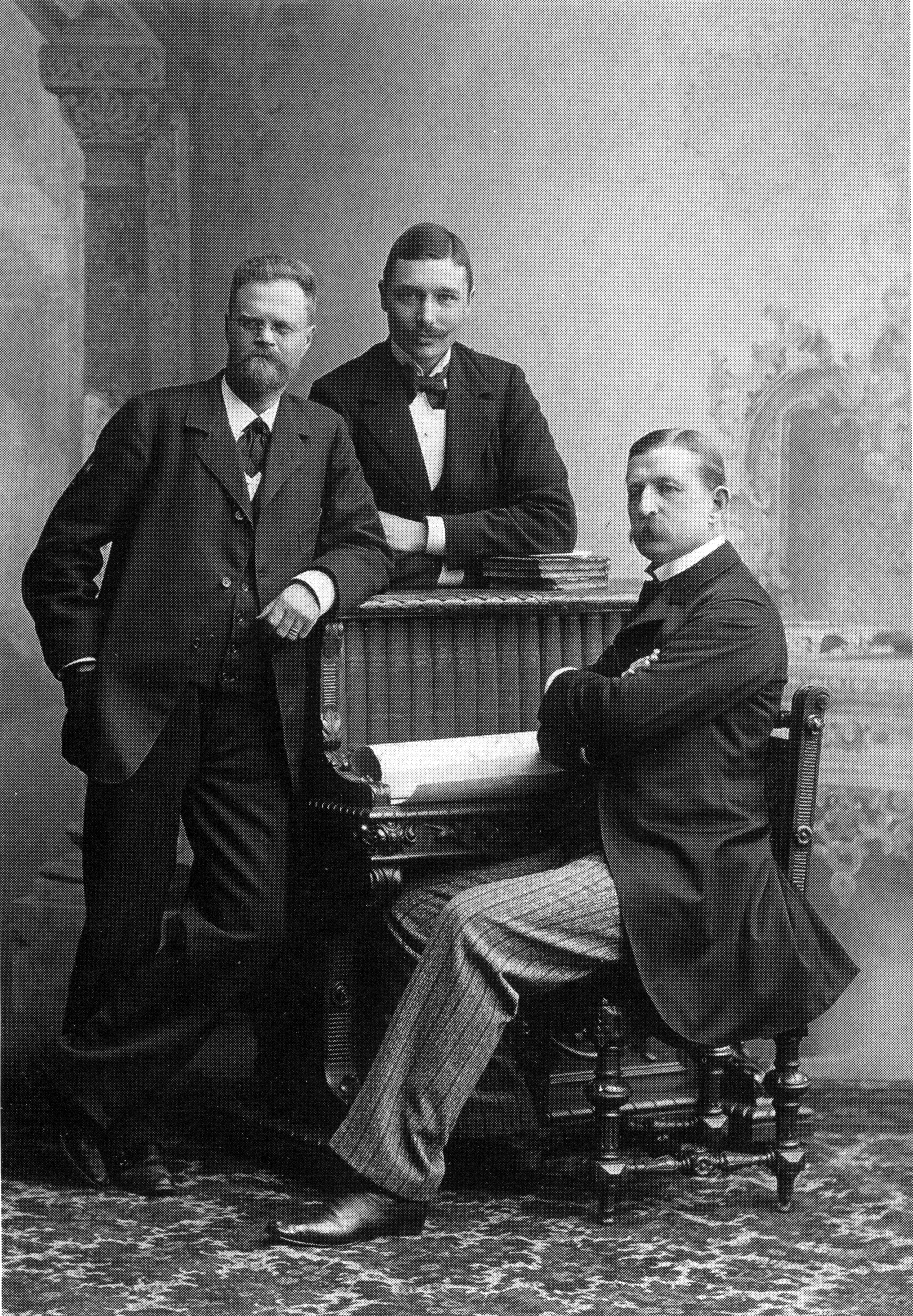
Besättningen för den planerade 1896 års uppstigning. Från vänster Nils Ekholm, Nils Strindberg och S. A. Andrée.

Andrée planerade att avresa 1896, och hade många villiga kandidater till de få platserna som expeditionsdeltagare. Han valde Nils Ekholm, som var erfaren i arktisk meteorologi och som varit hans chef under Det första internationella polaråret 1882–83, och den lysande studenten Nils Strindberg, som forskade i fysik och kemi. Resans huvudsakliga syfte var att kartlägga området genom flygfoto, och Strindberg var såväl en hängiven amatörfotograf som en skicklig konstruktör av avancerade kameror. Expeditionen fick på detta sätt tillgång till vetenskaplig och teknisk kunskap på flera områden, men dess medlemmar var inte valda för fysiska egenskaper och tränades inte heller för överlevnad under extrema förhållanden. Alla tre var inomhusmänniskor, och den ende av dem som var ung var Strindberg. Andrée förväntade sig en stillsam resa i ballongens korg, så styrka och förmåga att klara umbäranden var ingenting han prioriterade.
Moderna bedömare är alla eniga om att Andrées nordpolsexpedition var helt orealistisk. Han förlitade sig på att vindarna skulle blåsa mer eller mindre i den riktning han ville färdas, på möjligheten att korrigera riktningen med sina släplinor, att ballongen skulle vara tillräckligt tät för att kunna flyga i 30 dagar, och att ingen is skulle fastna på ballongen och tynga ner den. Andrée gjorde försök att stiga upp och påbörja själva expeditionen år 1896, men vinden blåste stadigt från norr tills expeditionsmedlemmarna var tvungna att ge upp, släppa ut vätgasen ur ballongen och åka hem. Idag vet man att nordliga vindar är vad man kan förvänta sig vid Danskön, där ballongen placerats i en av expeditionen uppförd hangar, men vid denna tid var kunskapen om vindriktningar och nederbörd på Arktis tämligen hypotetiska. Inte ens Ekholm, som forskade på arktiskt klimat, hade några invändningar mot Andrées beräkningar av vart vinden förmodades föra dem eftersom data som kunnat berätta om verkligheten inte existerade.
Ekholm var skeptisk till ballongens förmåga att hålla kvar vätgasen, och han utförde därför egna mätningar för att kontrollera detta. De mätningar av ballongens lyftförmåga, som han utförde sommaren 1896 medan han framställde vätgas och fyllde på ballongen gjorde honom övertygad om, att ballongen läckte för mycket för att kunna nå fram till Nordpolen. Ännu mindre skulle den kunna komma därifrån till Ryssland eller Kanada. De största läckagen skedde från ballongens sömmar med deras uppskattningsvis åtta miljoner små hål. Varken påklistrade sidenremsor eller behandling med specialdesignad fernissa kunde tillräckligt förändra saken. Ballongen förlorade lyftkraft motsvarande 68 kilo per dag. Med tanke på dess tunga last beräknade Ekholm att den skulle kunna klara maximalt 17 dagar i luften. När expeditionen bröt upp och åkte hem meddelade Ekholm Andrée, att han inte skulle följa med sommaren därpå då nästa försök att genomföra expeditionen skulle ske, om inte Andrée införskaffade en starkare och tätare ballong.
Andrée visade bristande mottaglighet för Ekholms välgrundade kritik. På båten tillbaka från Svalbard fick Ekholm dessutom veta av vätegasverkets chefsingenjör, att orsaken till några konstiga värden i Ekholms mätningar berodde på, att Andrée då och då beordrat hemliga påfyllningar av ballongens vätgas. Hans motiv för detta självdestruktiva agerande är inte kända. Åtskilliga moderna skildrare av expeditionen, från Sundmans porträtt av Andrée i den halvdokumentära Ingenjör Andrées luftfärd och framåt, har spekulerat i att Andrée blev ett offer för sin egen framgångsrika propaganda- och finansieringskampanj.

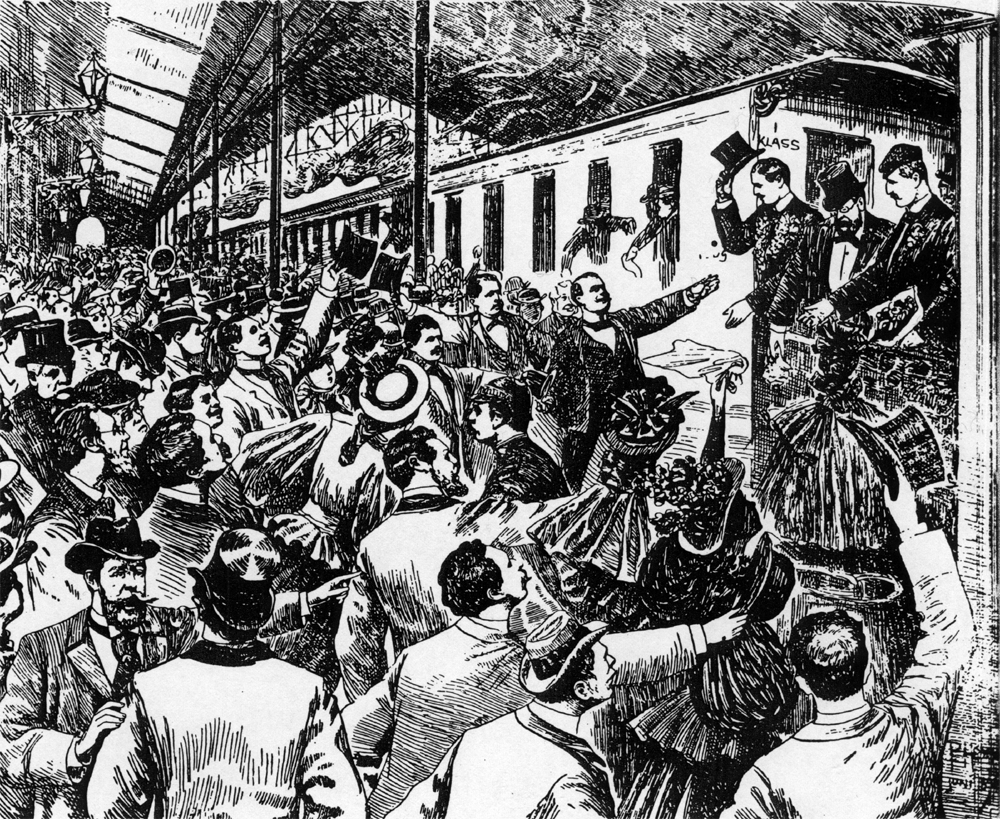
Illustration från Aftonbladet föreställande de tre upptäcktsresandes festliga avfärd från Stockholm våren 1896.

Sponsorer och media följde varje fördröjning, rapporterade varje motgång och krävde resultat. Expeditionens medlemmar hade vinkats av av jublande folkmassor i både Göteborg och Stockholm, och nu kom de hem med ingenting förutom en lång väntan på Danskön på sydliga vindar. Ungefär samtidigt återvände Nansen från sin expedition med skeppet Fram, och kontrasten mot Andrée som inte ens kunde få upp sin omskrivna ballong i luften var stor. Sundman förde i sin roman fram teorin att Andrée i detta läge inte klarade av att medge för pressen att han, förutom att han inte visste hur vindarna skulle blåsa, även hade gjort missbedömningar när han bedömt sin ballong och behövde en ny.

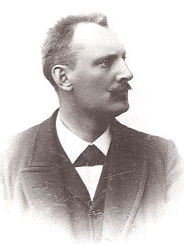
Knut Frænkel (1870–97).

Sedan det inte blivit något av den ursprungliga planerade uppstigningen var entusiasmen inför att delta i nästa försök året därpå lägre, men det fanns fortfarande villiga kandidater. Andrée valde ut den 27-åriga ingenjören Knut Frænkel som ersättare för Ekholm. Frænkel var  civilingenjör, uppvuxen i Jämtland, idrottsman och fjällvandrare som engagerades för att ta Ekholms plats som meteorologisk observatör. Han hade inte Ekholms teoretiska kunskaper och vetenskapliga kunnande på området, men kom ändå att sköta sin uppgift bra. Tack vare hans meteorologiska dagbok har man kunnat kartlägga expeditionens rörelser under deras sista månader tämligen exakt.

## Expeditionen 1897

### Uppstigning, flygning och landning

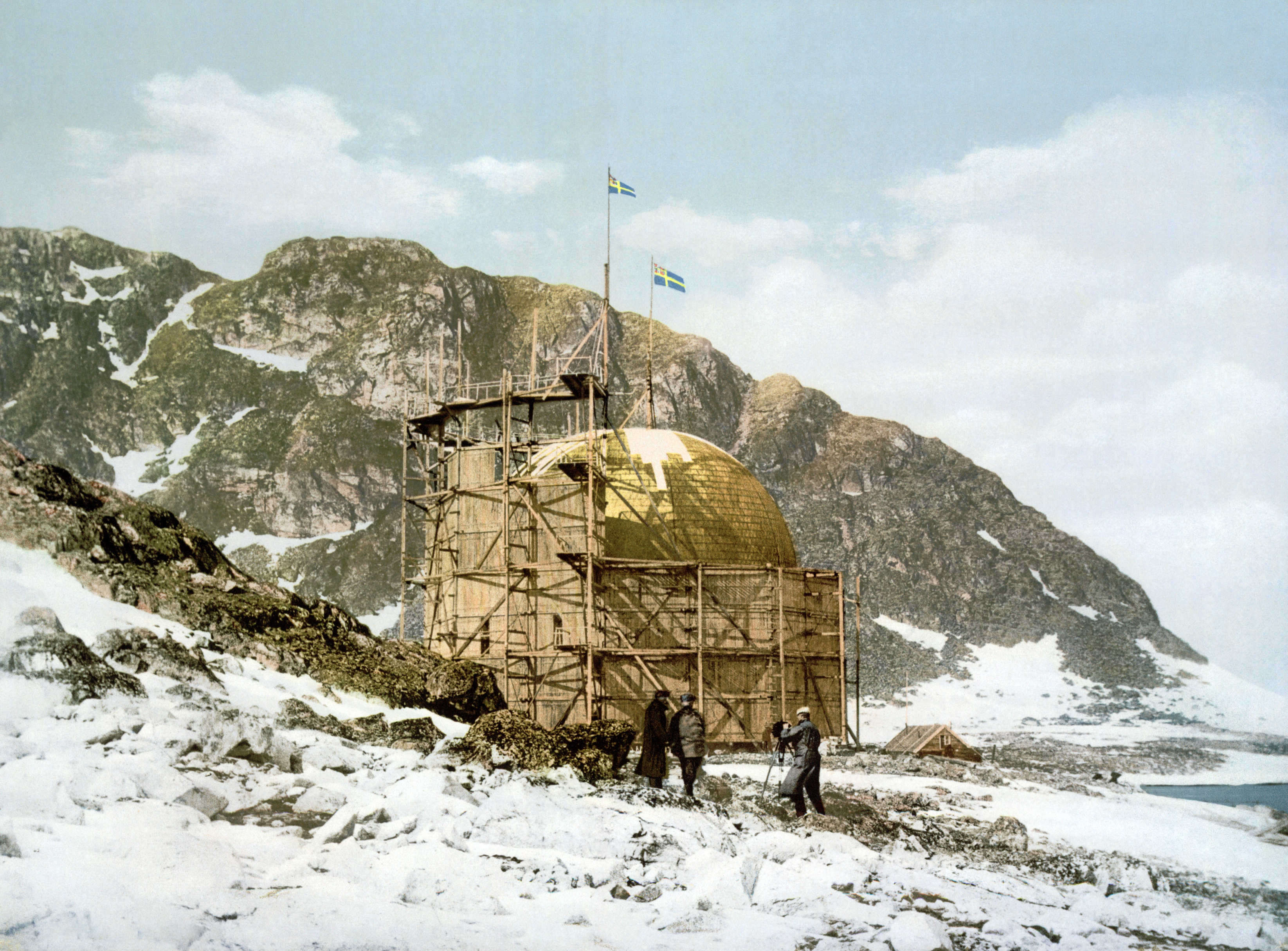
Ballonghuset på Danskön, med den översta delen av hangaren riven inför uppstigningen.

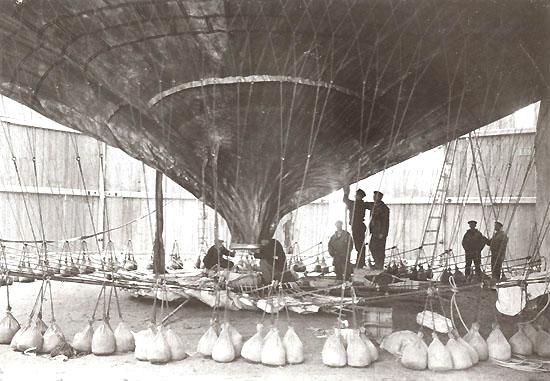
Örnen med sandsäckar, som håller den vätgasfyllda ballongen på plats på marken före uppstigning.

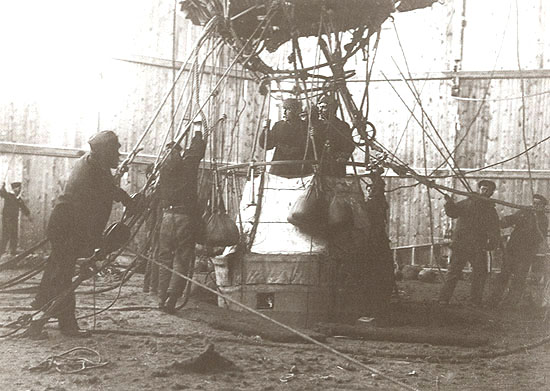
Ballong, besättning och markpersonal några minuter före uppstigningen 1897.

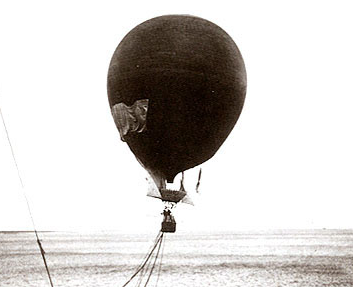
Örnen flyger norrut. Fotografiet är troligen taget av Henri Lachambres systerson
M. Alexis Machuron, som var på plats för att följa avfärden från Danskön.

När expeditionen återvände till Danskön sommaren 1897 fann den hangaren som byggts året innan i gott skick. Vindarna var mer gynnsamma än året innan och Andrées ledarskap mer absolut sedan den kritiska Ekholm ersatts. Den 11 juli kom en stadig vind från sydväst, och expeditionens medlemmar beslöt att lyfta. Hangarens översta del togs bort, de tre upptäcktsresandena klev in i korgen, och Andrée dikterade ett telegram till kung Oscar samt ett annat till Aftonbladet. De många expeditionsdeltagare som stannade på marken högg av de sista av de rep som höll ballongen på marken, och ballongen steg sakta. När den rörde sig ut mot vattnet drog släplinornas friktion mot marken ner ballongen så lågt att korgen doppade i vattnet. Friktionen fick även släplinorna att snurra runt, vilket fick till konsekvens att de lossnade från sina skruvfästen. Det sistnämnda var en säkerhetsdetalj för att kunna göra sig av med släplinor som fastnat på marken, som Andrée motvilligt låtit sig övertalas till att lägga till. De flesta av dem skruvades ur redan nu, och ballongen tappade 530 kilo rep. Samtidigt slängde resenärerna ut 210 kilo sand, för att få ut det havsvatten som kommit in i korgen, så 740 kilo last förlorades under de allra första minuterna. Den lättade lasten medförde att ballongen steg till 700 meters höjd, vilket inte hade planerats för. På den höjden bidrog det lägre lufttrycket till att vätgasen förlorades snabbare än annars.
Resenärerna hade två sätt att nå fram till omvärlden, bojar och brevduvor. Bojarna bestod av stålcylindrar inneslutna i kork och var menade att släppas från ballongen på vattnet eller på isen och föras till civilisationen av havsströmmarna. Två sådana bojmeddelanden har återfunnits, varav den ena släpptes från ballongen några timmar efter avfärd och den andra släpptes en timme senare och angav ballongens höjd till 600 meter. Tidningen Aftonbladet hade försett expeditionen med de brevduvor som var med i ballongen. Dessa hade fötts upp i norra Norge, i förhoppningen att de skulle kunna återvända dit över havet. Duvornas meddelandekapsel innehöll förtryckt text på norska, som bad upphittaren att skicka meddelandet vidare till Aftonbladets adress i Stockholm. Andrée släppte minst fyra sådana duvor, varav ingen nådde land men en av dem sköts ombord på ett norskt ångfartyg tämligen omgående efter att den landat. Dess meddelande var daterat den 13 juli och anger expeditionens position och färdriktning med tillägget "Allt väl ombord". Såväl Lundström som andra noterar att inget av meddelandena nämner olyckan vid avfärden, eller den allt mer desperata situationen ombord så som den beskrevs i Andrées dagbok: det fanns ingen jämvikt i seglandet utan ballongen seglade dels alldeles för högt och förlorade därmed vätgas ännu snabbare än vad Nils Ekholm befarat, och var dels upprepade gånger nära att slå ner i isen. Ballongen tyngdes ner av regn som gjorde den blöt och tung, och all sand och en del av lasten hade slängts överbord för att hålla den i luften. 
Örnen var uppe i luften utan kontakt med marken i 10 timmar och 29 minuter. Efter detta följde 41 timmars skumpig resa med många kontakter med marken innan ballongen landade för gott. Totalt färdades ballongen i två dygn och 3½ timme, och under denna tid fick enligt Andrée ingen av de resande särskilt mycket sömn. Den slutliga landningen förefaller ha varit relativt mjuk. Alla ombord var oskadda, inklusive duvorna i sina videkorgar, och utrustningen var helt oskadd inklusive alla känsliga optiska instrument och Strindbergs två kameror.

### Till fots på isen

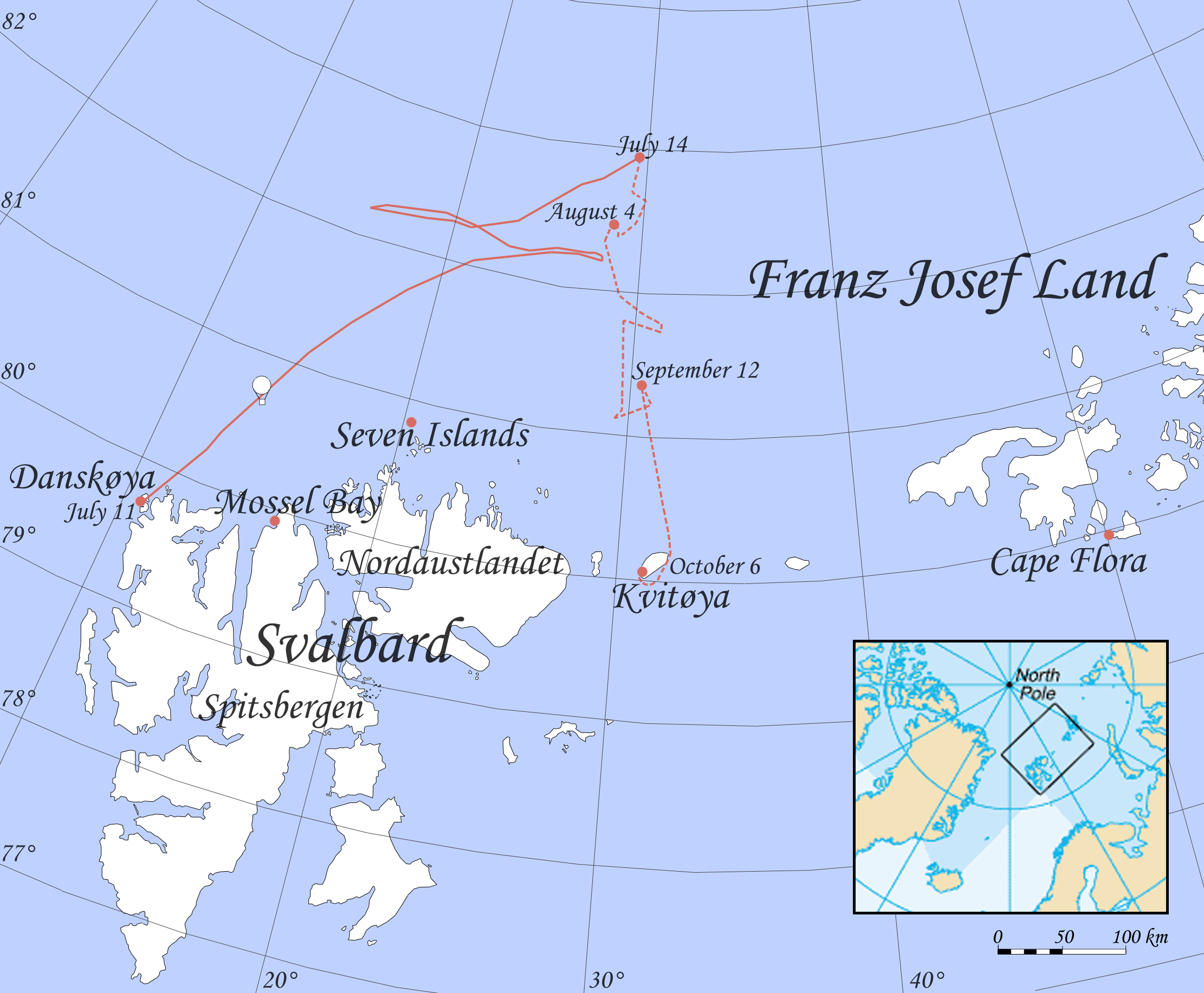
Karta över den väg expeditionen färdades, norrut med ballong från Danskön och söderut till fots till Vitön.

Sedan expeditionen hamnat på marken blev Strindbergs högt specialiserade kartografiska kamera istället ett medel för att dokumentera expeditionens dagliga liv i islandskapet, de alltid överhängande farorna och slitet med att ta sig fram. Under de tre månader som sällskapet vistades på packisen tog Strindberg ungefär 200 foton med sin sju kilo tunga kamera. Den kanske mest berömda är den där Andrée och Frænkel ses tillsammans med den fallna Örnen. Andrée och Frænkel dokumenterade noggrant expeditionens upplevelser och geografiska position, Andrée i sin dagbok och Frænkel i sin meteorologiska journal. Strindberg förde en mycket mer personlig dagbok i stenografisk form där han även skrev ner sina personliga reflektioner över expeditionen och åtskilliga meddelanden till sin fästmö Anna Charlier.
Örnen var lastad med en stor mängd säkerhetsutrustning såsom gevär, snöskor, slädar, skidor, ett tält och en liten båt i form av böjda käppar som kunde monteras ihop och täckas med sidentyg från ballongen. Större delen av detta förvarades inte i korgen utan i ett förvaringsutrymme högre upp. Ingen större tanke hade ägnats åt vad som togs med, och Andrée hade inte studerat hur befolkningen i liknande miljöer utformade sin utrustning till de extrema förhållandena. I detta skilde sig han inte bara från senare utan även många tidigare upptäcktsresande. Lundström pekar på hur oerhört mycket tyngre färden blev än nödvändigt, eftersom de stela slädar som Andrée utformat för expeditionen, utan tanke på hur inuiternas slädar såg ut, var så opraktiska för den svåra terrängen med dess kanaler som åtskilde isflaken, höga vallar och delvis överfrusna vattenpölar på isen. Expeditionen hade inga pälsar, utan kläderna bestod av yllerockar och byxor plus regnställ. Trots regnställen förefaller de upptäcktsresande alltid ha varit fuktiga eller blöta på grund av de halvfrusna vattenpölarna och den typiska dimmiga, fuktiga arktiska sommarluften. Att torka kläderna var ett ständigt bekymmer, och den främsta metoden var att ha dem på sig. Faran var ständigt närvarande, eftersom en förlust av en släde med proviant i någon av de många kanalerna som måste korsas skulle inneburit en säker död.

Frænkel (till vänster) och Strindberg med den första isbjörn de upptäcktsresande sköt.

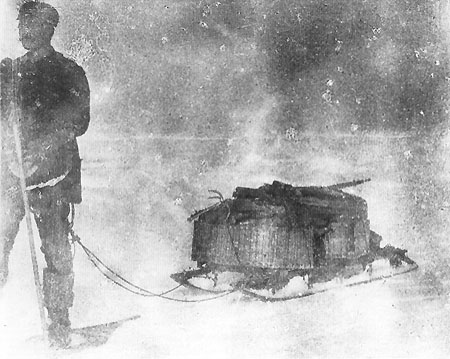
Strindberg på snöskor med en tungt lastad och för terrängen opraktisk släde.

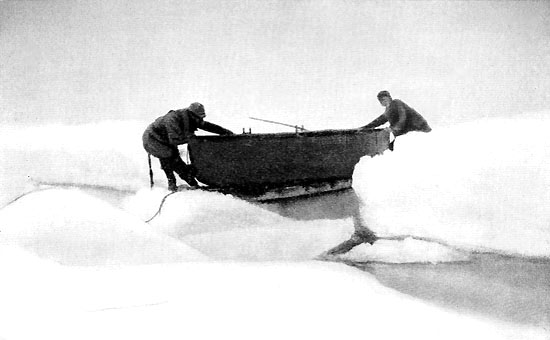
Överfärd över en kanal med den ballongsilkesklädda båten.

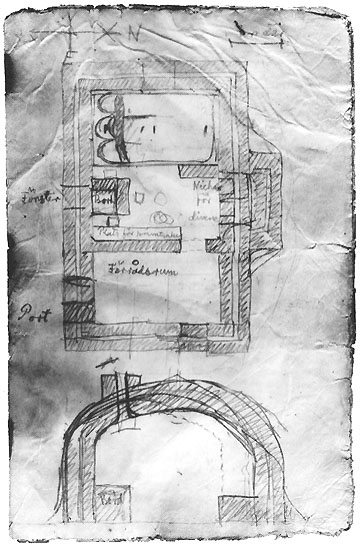
Strindbergs planeringsskiss för ett vinterhus på isflak. Huset kunde endast användas i några dygn innan isen brast under det. Uppifrån och ner; ett sovrum med sovsäck/sovsäckar, ett rum med ett bord och ett förvaringsutrymme.

Innan de tre männen påbörjade sin färd till fots tillbringade de en vecka i sitt tält vid den oanvändbara ballongen. De packade, försökte ta beslut om vad och hur mycket de skulle ta med sig, och vart de skulle ta vägen. Den avlägsna Nordpolen nämndes inte ens som ett alternativ. Alternativen var två olika förrådsplatser med mat och ammunition som ordnats som säkerhetsåtsgärder för expeditionen, en vid Kap Flora på ögruppen Frans Josefs land öster och något norr om Spetsbergen, och en på Sjuöarna på Svalbard. Med ledning av dåtidens bristande kartor över området trodde de att avstånden till de två förråden var ungefär lika stort, varför de bestämde sig för att försöka nå det större förrådet på Cape Flora. Under denna vecka fotograferade Strindberg mer än under den kommande färden. Bland annat tog han tolv bilder som tillsammans bildar ett panorama hela varvet runt (360°) från nedslagsplatsen. 
Det fanns stora matförråd ombord på Örnen, dock av en sort som mer lämpade sig för ballongfärd än fotvandring. Andrée hade resonerat att det gick lika bra att ersätta en del av sand-ballasten med mat, och om nödvändigt slänga proviant överbord för att göra ballongen lättare. Om detta inte behövts och expeditionsmedlemmarna trots allt skulle bli tvungna att övervintra i Arktis, skulle maten behövas. Därför var ballongen lastad med mindre ballast och stora mängder av tung mat, totalt 767 kilo varav 200 liter vatten samt några lådor champagne, portvin, öl och liknande som donerats av sponsorer och av tillverkarna av varorna. Det fanns även citronsaft om än mindre än vad polarfarare normalt ansåg nödvändigt som skydd mot skörbjugg. En stor del av maten var konserver såsom pemmikan och andra typer av kött, ost och kondenserad mjölk. Sveriges första fabrik för helkonserver, grundad av Axel Molinder, bidrog med ål i gelé och nässelkål.
En del av maten hade slängts överbord som ballast. Av det som var kvar tog de tre männen med sig större delen när de lämnade nedslagsplatsen. Kvar lämnade de ett tält, gevär, ammunition och köksutrustning. Varje släde fick mer än 200 kilos last. Detta var inte realistiskt, och slädarna gick sönder under tyngden och det tröttade ut männen som drog dem. Efter en vecka lämnade de en stor hög med mat och annan mindre utrustning som bedömts som inte helt nödvändig bakom sig, så att varje slädlast minskats till 130 kilo. Det blev nu än mera nödvändigt än tidigare att jaga för att få mat. Under hela marschen sköt och åt de främst isbjörnar men även sälar och valrossar.
Vandringen mot Frans Josefs land påbörjades den 22 juli. Expeditionens medlemmar fann snart att kampen mot de ibland två våningar höga isvallarna knappast förde dem närmare målet. Isen drev i motsatt riktning, så att de färdades bakåt. Efter en lång diskussion bestämde de sig den 4 augusti för att istället sikta på Sjuöarna i sydväst. Med hjälp av strömmen hoppades de nå förrådet efter sex eller sju veckors fotvandring. Terrängen i denna riktning var extremt svår, och ibland fick vandrarna krypa på alla fyra. Ibland erbjöds dock en lättnad i form av öppet vatten, där den lilla båten (som inte utformats av Andrée) uppenbarligen var ett funktionellt och säkert fortskaffningsmedel, och släta platta isflak. "Paradiset" skrev Andrée. "Stora släta isflak med sötvattendammar fulla av saft och vatten samt här och där en ung isbjörn med mört kött." Nu kom de en avsevärd bit framåt, men snart vände vinden igen och de fördes återigen bakåt, bort från Sjuöarna. Under veckorna som följde växlade vinden mellan sydväst och nordväst, vilket de förgäves försökte kompensera genom att styra sin egen kurs allt rakare västerut. Det blev emellertid uppenbart att Sjuöarna var utom räckhåll.
Den tolfte september bestämde sig resenärerna för att de måste övervintra på isen. De slog läger på ett stort isflak och lät isen föra dem vart den ville, utan att försöka påverka kursen. Medan de snabbt drev söderut mot Vitön byggde de ett vinterhus på isflaket mot den tilltagande kylan, med väggar av snö som härdats med vatten enligt Strindbergs ritningar. När Andrée såg hur snabbt de drev, skrev han ner ett hopp om att de skulle komma tillräckligt långt söderut för att kunna livnära sig enbart från havet. Den andra oktober började dock isflaket som pressades mot Vitön att gå sönder direkt under ishyddan, och expeditionsmedlemmarna tvingades att föra över sina förråd till själva ön vilket tog några dagar. Denna dag skrev Andrée i den sista delen av den logiskt sammanhängande delen av sin dagbok: "Ingen har förlorat modet. Med sådana kamrater bör man kunna reda sig under snart sagdt hvilka omständigheter som helst." På grundval av de osammanhängande och svårt skadade sista sidorna i Andrées dagbok tror man att alla tre män dog bara inom några dagar efter att de förflyttat sig till ön.

### Varför dog de?
Exakt vad som tog männens liv borde bäst kunnat förklaras genom studier av deras kvarlevor, men när de döda kropparna fördes tillbaka till Sverige efter 33 år blev de kremerade utan någon föregående undersökning. Frågan om dödsorsaken har tilldragit sig intresse och skapat skilda åsikter bland fackmän, och såväl medicinare som amatörhistoriker har läst dagböckerna med detektivögon för att hitta ledtrådar från beskrivningen av männens kost, vilka symptom de beskrivit för varandra och hur den plats där de dog beskrivs. De fakta som kunnat utvinnas är följande: för det mesta åt de knappa portioner av de konserver och torrvaror som de haft med sig i ballongen, och till detta stora mängder halvrått kött från isbjörn och ibland säl. De hade ofta ont i fötterna och diarré samt var alltid trötta, blöta och frös. I sitt sista läger på Vitön lämnade de en stor del av sin värdefulla utrustning utanför tältet, till och med nära vattenlinjen vilket tyder på att de måste varit alltför utmattade, uppgivna eller sjuka för att flytta utrustningen längre än så. Strindberg dog först, och de bägge andra begravde honom genom att lägga kroppen i en bergsskreva. 
Den mest välkända hypotesen framfördes av läkaren Ernst Tryde i hans bok De döda på Vitön från 1952. Han menade att männen troligen dog av trikinos som de fått från för dåligt tillagat isbjörnskött infekterat av trikiner. I ett isbjörnskadaver vid platsen fanns larver av arten Trichinella spiralis och både Lundström och Sundman tror på denna förklaring. Trikinos anses dock av toxikologen Mark Personne vara en "mycket osannolik dödsorsak." Kritiker påpekar att den diarré som är det symptom som Trydes hypotes främst stödjer sig mot inte kräver andra förklaringar än i största allmänhet dålig mat och dåligt fysiskt allmäntillstånd, medan flera mer specifika trikinossymptom saknas. Vidare är det osannolikt att tre personer dör med bara någon eller några dagars mellanrum av en infektion som vanligen inte är dödlig, ens obehandlad, och vars utveckling är så varierade beroende på vem som drabbas. Dessutom hade Fridtjof Nansen och dennes kompanjon Hjalmar Johansen livnärt sig på huvudsakligen isbjörnskött i precis samma område i 15 månader utan sådana problem.
Ett annat förslag är förgiftning av vitamin A från isbjörnslever, men Andrées dagböcker visar att expeditionen var medveten om faran och undvek att äta levern. Teorin om kolmonoxidförgiftning har inte många anhängare eftersom sällskapets primuskök hittades avstängt, med fotogen kvar i brännaren. Andra teorier är blyförgiftning från konservburkarna, skörbjugg, självmord med hjälp av det opium de hade med sig, överfall av isbjörn, att de frös ihjäl, och vätskebrist i kombination med allmän utmattning och apati. Kjellström tror mest på den sistnämnda teorin, och påpekar att Tryde inte tänkt på hur deras kost såg ut i sin bedömning samt vilket slag det måste varit när deras vinterhem på isflaket måste överges för en överisad ö, och menar att det inte var förvånande att de dog utan snarare att de klarade sig så länge. 
Personne skriver (2000) att botulism, en svår matförgiftning som orsakas av bakterietillväxt i mat, är den mest sannolika dödsorsaken. Denna teori kan förklara att alla tre dog kort efter varandra, att Andrée och Frænkel inte orkade begrava Strindberg ordentligt och att Andrée inte förmådde skriva om dödsfallet i sin dagbok, det sistnämnda på grund av muskelförsvagning eller synrubbningar. Botulism orsakar även ljuskänslighet, vilket skulle förklara det faktum att man fann solglasögon vid Frænkels huvud trots att solljuset är svagt i polarområdena i oktober.
Läkaren Bea Uusma som i över tio år forskat i Andrée-expeditionen lägger fram nya rön i sin bok Expeditionen – Min kärlekshistoria (2013). Bland annat har Uusma undersökt delar av Strindbergs kläder som bärgats från Vitön. Både långkalsonger och kavaj bär spår av revor som med stor sannolikhet orsakats av ett isbjörnsangrepp. Uusma har också visat att den lägerkarta som ritades vid återfinnandet och som legat till grund för spekulationer om att Andrée och Frænkel dött tillsammans inne i tältet inte varit korrekt. Enligt Uusma är det enbart Frænkel som avlidit inne i tältet, Andrée har dött sittande på en klippavsats precis ovanför tältet. Andra bevis som Uusma hittat, såsom placering av vapen och morfinbehållare, tyder på att Frænkel dött inne i tältet. Uusma tar i sin bedömning av dödsorsaker för Frænkel och Andrée på sidorna 306-7 ej ställning till om morfintabletter kan ha använts som sömnmedel, som ger en djup sömn så att man lätt kan frysa ihjäl eller eventuellt som suicidmedel. Hon gör ej heller någon bedömning av i vilken ordning de båda männen dog. Sakunderlag för en sådan bedömning saknas.

## Spekulationer och återfinnande

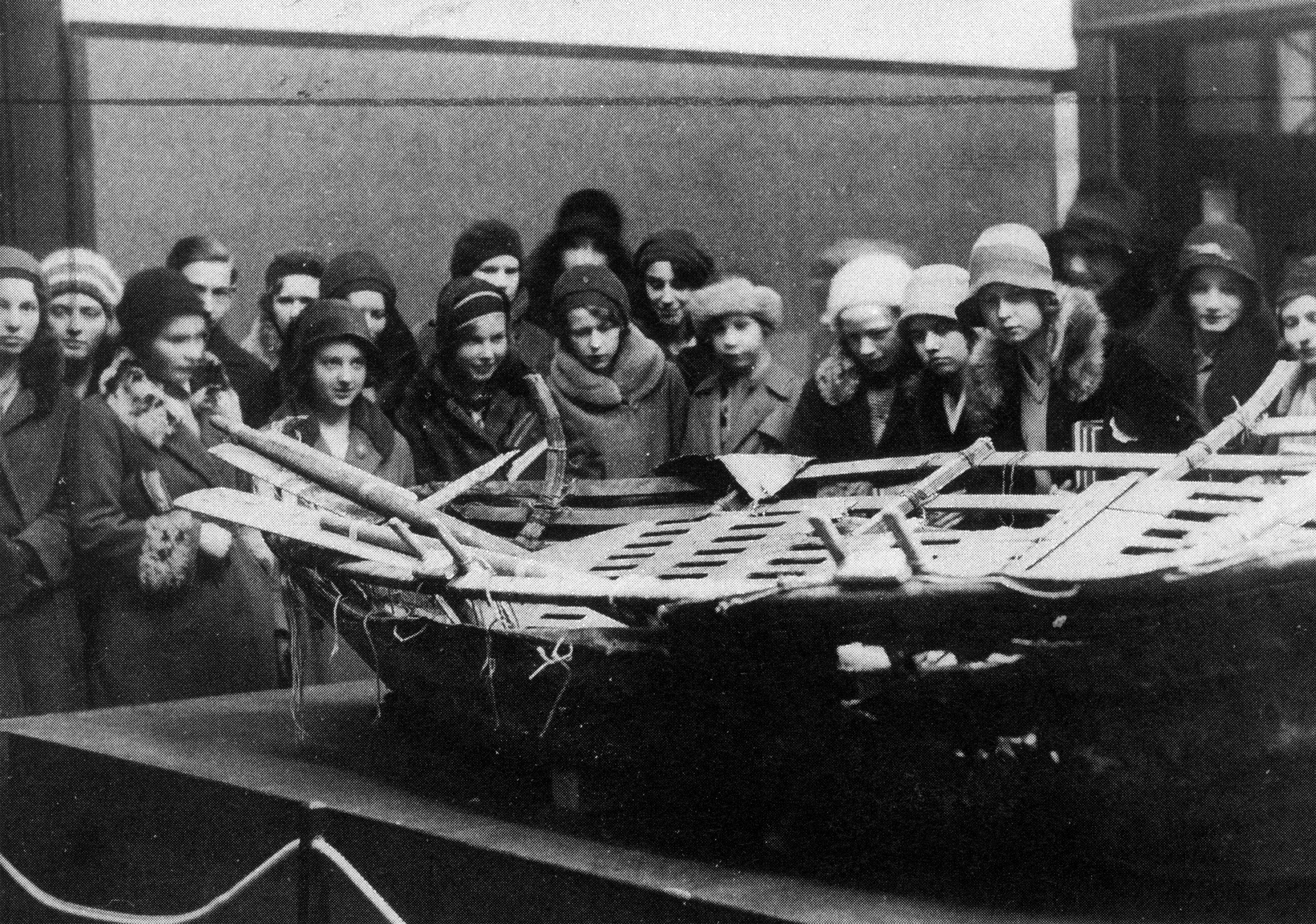
Skolbarn på en utställning på Liljevalchs konsthall i Stockholm med fynden från Vitön.

Under de kommande 33 åren tillhörde den försvunna expeditionen Sveriges kulturella mytvärld, och till viss del även omvärldens. I några år sökte man aktivt efter den, men även sedan detta avklingat förblev expeditionen föremål för myter och rykten med regelbundna internationella tidningsrapporter om möjliga spår av de försvunna. Ett utförligt arkiv av nyhetsklipp från USA från 1896 till 1899 betitlat The Mystery of Andree ("Andrée-mysteriet") visar ett större medieintresse för den försvunna expeditionen än innan den gav sig av. Mängden föreslagna öden är stor, och uppslagen kommer från fynd eller rapporter om sådana, återstoden av vad som kan ha varit en ballongkorg, stora mängder ballongsilke, historier om människor som trillat ner från himlen, eller medier som såg den strandade ballongen långt från den plats där den faktiskt fanns. Lundström skriver (sidan 134) att en del av rapporterna liknar moderna klintbergare, och att de avspeglar den bristande respekten för Arktis egna befolkning; de skildras ofta som vildar som antingen dödar de tre männen, eller är likgiltiga för deras svåra belägenhet. År 1930 blev det ett slut på dessa spekulationer, då besättningen på det norska skeppet Bratvaag råkade upptäcka expeditionens sista läger.
Bratvaag var ett sälfångstfartyg från Ålesund som den 5 augusti 1930 var på jaktexpedition i närheten av Vitön. Fartyget hade även en vetenskaplig expedition ledd av doktor Gunnar Horn ombord, som skulle studera Svalbards skärgårds glaciärer och sjöar. Tidens sälfångst- och valfångstfartyg kunde i allmänhet inte nå Vitön, eftersom den normalt omgavs att ett brett polarisbälte och dessutom ofta gömdes av täta dimmor. Sommaren 1930 hade dock varit ovanligt varm, och det omgivande havet var därför så gott som isfritt. Vitön var känt som ett bra ställe för jakt på valross, och eftersom dimman över ön var ovanligt tunn tog en del av Bratvaags besättning tillfället i akt att gå i land på vad de kallat den "onåbara ön". Två av säljägarna, Olav Salen och Karl Tusvick, som sökte efter vatten hittade expeditionens båt nära en liten bäck. Den låg infrusen under en snöhög och var full av utrustning, däribland en båtshake med orden "Andrées polarexpedition, 1896". När jaktfartygets kapten Peder Eliassen fick se denna båtshake beordrade han sin besättning att söka igenom platsen tillsammans med vetenskapsmännen ombord. De hittade bland annat en dagbok och två skelett, som gick att identifiera som Strindberg och Andrée genom de monogram som fanns på deras kläder. Jaktfartyget lämnade ön för att fortsätta sin planerade isforskning och jakt, med avsikten att komma tillbaka senare för att se om besättningen kunde göra fler fynd i det fall isen skulle smälta bort ytterligare. De skickade även meddelande till press och norska myndigheter om vad de funnit. När skeppet återkom till ön den 26 augusti var dock sjön för grov för att de skulle kunna nå ön. 
Ytterligare fynd gjordes av säljägarslupen M/K Isbjørn från Tromsø i Norge, som hyrts av journalister för att få fatt i Bratvaag och dess besättning. Några av de journalister som inte lyckats bli först om en intervju med Bratvaags besättning bestämde sig tillsammans med besättningen på Isbjørn för att själva försöka nå Vitön. De gick iland på ön den femte september i vackert väder, och fann att isen hade smält bort tillräckligt för att göra fler fynd. De fotograferade området, och sökte sedan systematiskt igenom området efter fler fynd, särskilt efter den tredje kroppen. Bland deras fynd fanns Frænkels så gott som intakta kropp, en plåtburk som innehöll Strindbergs filmer samt dennes loggbok och kartor.
Bägge båtarnas besättningar överlämnade sina fynd till en vetenskaplig kommission underställd den svenska och den norska regeringen den andra respektive sextonde september. De tre kropparna fördes till Stockholm, dit de kom fram den femte oktober.

## Expeditionen i eftervärldens ögon

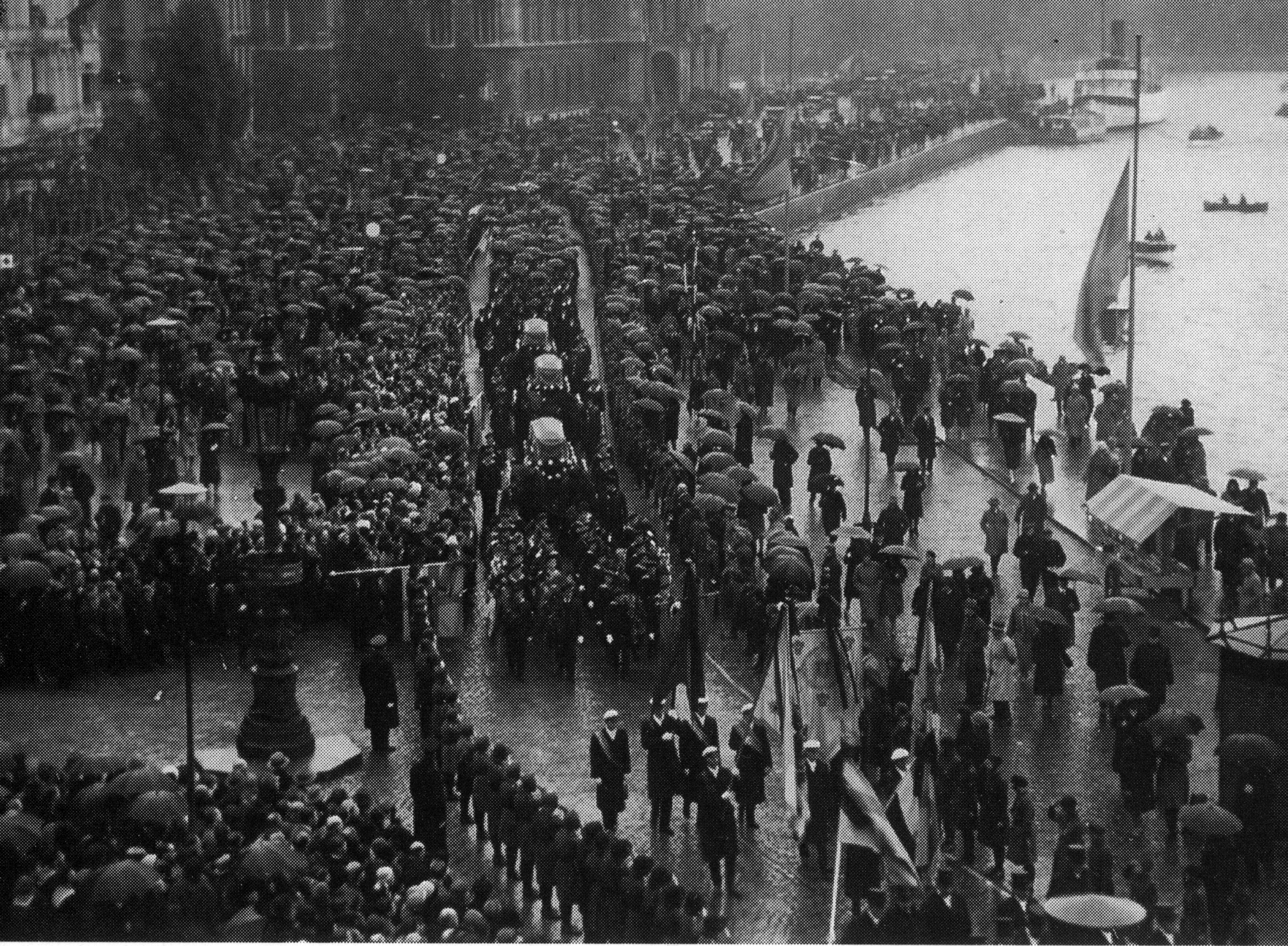
De tre männens kvarlevor fördes direkt från skeppet genom centrala Stockholm, under manifestationer av landssorgskaraktär. Tidningsfoto från 5 oktober 1930.

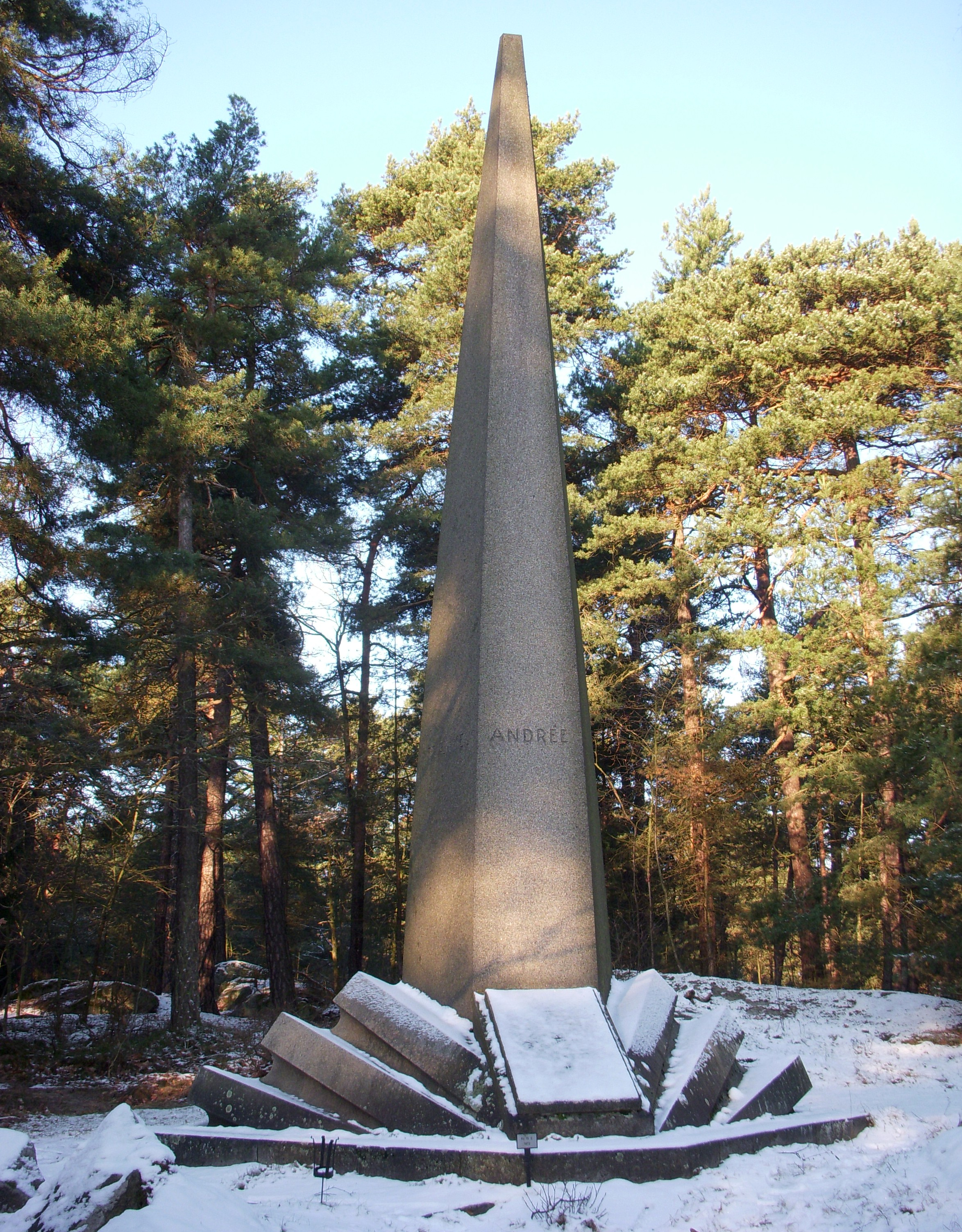
Andrées, Strindbergs och Frænkels grav på Norra begravningsplatsen i Solna 2009.

Vid den tid då expeditionen begav sig var Andrées vågade projekt något som närde nationell stolthet och drömmar om att Sverige skulle inta en ledande plats vad gäller det vetenskapliga utforskandet av Arktis. Andrée benämns i allmänhet "ingenjör Andrée" och speglande tidens höga tanke om ingenjören som en representant för social förbättring genom vetenskapliga framsteg. De tre upptäcktsresandena hyllades när de reste, och sörjdes av nationen när de försvann. När de hittades, hyllades de för det hjältemod som deras två månader långa kamp för att nå bebodda trakter visade, och de sågs som osjälviska offer på vetenskapens och framgångens altare. Den svenske idéhistorikern Sverker Sörlin skriver om kropparnas hemkomst att det måste ha varit en av de mest högtidliga och storslagna uttryck för nationell sorg som någonsin förekommit i Sverige, och nämner sorgen som följde på estlandsfärjan M/S Estonias förlisning 1994 som en motsvarighet.
I mer modern tid har Andrées heroiska motiv ifrågasatts. Först ut var Per Olof Sundmans bästsäljande halvdokumentära roman från 1967, Ingenjör Andrées luftfärd, i vilken Andrée skildras som ett offer för kraven från media och från det svenska vetenskapliga och politiska etablissemanget, och som en man driven av sin rädsla snarare än sitt mod. Sundmans skildring av dramats personer, den svenska nationalismens blinda fläckar och pressens roll spriddes vidare genom Jan Troells Oscarsnominerade film med samma namn, Ingenjör Andrées luftfärd baserad på Sundmans roman.
Nils Strindbergs roll i expeditionen har efterhand omvärderats, vad gäller den tapperhet med vilken den fysiskt otränade och dåligt förberedda studenten fortsatte att fotografera, under vad som måste ha varit ett mer eller mindre permanent tillstånd av nära kollaps, av utmattning och köld. Även den konstnärliga kvalitén i hans bilder har uppmärksammats. Av 240 negativ som återfanns på Vitön i vattenfyllda behållare kunde 93 räddas av John Hertzberg på Strindbergs egen arbetsplats, Kungliga Tekniska Högskolan i Stockholm. I sin artikel Recovering the visual history of the Andrée expedition: A case study in photographic research från 2004 beklagade Tyrone Martinsson det traditionella fokus som tidiga forskare lagt på de skriftliga källorna, dagböckerna, och pekade på fotografierna som viktiga primärkällor med historisk betydelse. Emellertid har negativen skadats under sin förvaring på KTH. 
Expeditionens utrustning, utöver dagböcker och negativ, finns på Grenna Museum - Andréexpeditionen Polarcenter i Gränna.